# リャイリャ・チューリップ・モスク
リャイリャ・チューリップ・モスク（ロシア語: Уфимская мечеть-медресе «Ляля-Тюльпан»、バシキール語: «Ләлә-Тюльпан» Өфө йәмиғ мәсете、ウファ・モスク・イスラム神学校「リャイリャ・チューリップ」）は、ロシア連邦バシコルトスタン共和国の首都ウファにあるモスクである。1998年にウファのコマローヴァ通り5番地にイスラム文化教育センターとして開設された。 
ワキル・ダヴレトシンの計画、設計による。モスクと神学校には300席を有する礼拝堂、バルコニー席200席、100のshakirdovのクラス、60室もの寄宿舎、食堂と130席を有する公会堂などの施設がある。
2001年には、リャイリャ・チューリップ・モスクを会場にウラジーミル・プーチン大統領とタルガット・タジューディンTalgat Tadzhuddin師の会談が行われた。